# Ich war Spion
Ich war Spion (Originaltitel: I Was a Spy)  ist britisches Spielfilmdrama aus dem Jahre 1933 mit Conrad Veidt und Madeleine Carroll in den Hauptrollen. Regie führte Victor Saville.

## Handlung
Die Handlung spielt während des Ersten Weltkriegs im deutsch besetzten Belgien. Die junge Marthe Cnockaert arbeitet in der westbelgischen Kleinstadt Roeselare in einem deutschen Lazarett und versorgt verwundete Soldaten. Niemand weiß, dass sie zugleich einer weiteren, sehr viel gefährlicheren Tätigkeit nachgeht: Spionage für den britischen Gegner. In dem elsässischen Unteroffizier Stephan, der eher widerwillig seinen Dienst in der deutschen Armee versieht, hat sie einen Verbündeten. Beide arbeiten fortan Hand in Hand. Es gelingt ihnen, ein deutsches Giftgaslager in die Luft zu sprengen. Als Nächstes übermittelt Marthe den Briten die Nachricht, dass vor der Stadt die Deutschen eine große Parade vor den Toren der Stadt abhalten. Daraufhin starten die Briten einen verheerenden Fliegerangriff auf die schutzlos dort paradierenden, deutschen Soldaten.
Eines Tages wird Marthe zum deutschen Stadtkommandanten Oberaertz zitiert. Schon glaubt sie sich enttarnt. Doch man will ihr lediglich das Eiserne Kreuz für ihre aufopfernde Tätigkeit als Pflegerin deutscher Verwundeter verleihen. Oberaertz findet rasch Gefallen an der jungen Belgierin und lädt sie ein, mit ihm nach Brüssel zu reisen. Schweren Herzens willigt sie ein, um nicht aufzufallen und eventuell dem Stadtkommandanten wichtige Informationen zu entlocken. Doch ihr Herz hat sie längst an ihren Mitstreiter Stephan verloren. Dann aber wird Marthe als Spionin enttarnt. Ihre Schuld steht fest, ihr Todesurteil ebenfalls. Obwohl sie ihr Leben retten könnte, nennt sie keine Namen ihrer Mitstreiter. Stephan opfert sich für seine große Liebe und stellt sich freiwillig. Damit ist zwar sein Schicksal besiegelt, Marthe aber überlebt im Gefängnis. Eines Tages wird die Stadt von den Deutschen geräumt. Marthe kommt frei und wird als Heldin gefeiert.

## Produktionsnotizen
Ich war Spion war der erste Film, den Conrad Veidt seit dem Machtantritt der Nationalsozialisten in Deutschland in seiner neuen Wahlheimat England drehte. Der Film wurde am 3. September 1933 in London uraufgeführt und bis 1935 in vielen weiteren Ländern gestartet, so auch in Österreich am 8. März 1935. Dort bekam er diesen deutschen Titel. In Deutschland lief Ich war Spion erwartungsgemäß wegen der äußerst positiven Zeichnung des belgischen Widerstands gegen die deutsche Besatzungsmacht nicht an.
Der später zu einigem Ruhm als Drehbuchautor und Produzent gekommene Ian Dalrymple assistierte hier Produzent Michael Balcon. Alfred Junge entwarf die Filmbauten.

## Kritiken
„In dem von Victor Saville spannend inszenierten Film, der packende Kriegsaufnahmen bringt, sieht man die schöne Madeleine Carroll, als ausdrucksvolle Darstellerin der Spionin und Conrad Veidt als Stadtkommandanten und Herbert Marshall als Stephan, deren schauspielerische Leistungen in dem plastisch gezeichneten Milieu … vorzüglich zur Geltung kommen.“

„Nicht gerade denkwürdige Geschichte der Spionageagentin Carroll, einer belgischen Krankenschwester, die den Briten hilft, nachdem ihr Land während des Ersten Weltkriegs von den Deutschen überrannt wurde. Veidt ist perfekt besetzt als deutscher Kommandant.“

„Gutes Kriegsspionagemelodram auf Standard-Niveau.“